# Юнацька збірна Сербії та Чорногорії з футболу (U-17)
Юнацька збірна Сербії та Чорногорії з футболу (U-17) — національна футбольна збірна Сербії та Чорногорії, що складалася із гравців віком до 17 років. Керівництво командою здійснювала Футбольна асоціація Сербії та Чорногорії. До 2003 року представляла Союзну Республіку Югославію, яка у свою чергою стала правонаступницею відповідної збірної СФРЮ. До зміни формату юнацьких чемпіонатів Європи у 2001 році функціонувала як збірна до 16 років.
Головним континентальним турніром для команди був Юнацький чемпіонат Європи з футболу (U-17), до фінальної частини якого протягом своєї історії збірна СР Югославії/ Сербії та Чорногорії пробивалася двічі, у 2002 та 2006 роках.

## Юнацький чемпіонат Європи (U-16/U-17)
| Виступала як         | Рік    | Раунд              | І                  | В                  | Н                  | П                  | Г+                 | Г-                 |
| -------------------- | ------ | ------------------ | ------------------ | ------------------ | ------------------ | ------------------ | ------------------ | ------------------ |
| СР Югославія         | 1993   | не кваліфікувалася | не кваліфікувалася | не кваліфікувалася | не кваліфікувалася | не кваліфікувалася | не кваліфікувалася | не кваліфікувалася |
| СР Югославія         | 1994   | знялася            | знялася            | знялася            | знялася            | знялася            | знялася            | знялася            |
| СР Югославія         | 1995   | не кваліфікувалася | не кваліфікувалася | не кваліфікувалася | не кваліфікувалася | не кваліфікувалася | не кваліфікувалася | не кваліфікувалася |
| СР Югославія         | 1996   | не кваліфікувалася | не кваліфікувалася | не кваліфікувалася | не кваліфікувалася | не кваліфікувалася | не кваліфікувалася | не кваліфікувалася |
| СР Югославія         | 1997   | не кваліфікувалася | не кваліфікувалася | не кваліфікувалася | не кваліфікувалася | не кваліфікувалася | не кваліфікувалася | не кваліфікувалася |
| СР Югославія         | 1998   | не кваліфікувалася | не кваліфікувалася | не кваліфікувалася | не кваліфікувалася | не кваліфікувалася | не кваліфікувалася | не кваліфікувалася |
| СР Югославія         | 1999   | не кваліфікувалася | не кваліфікувалася | не кваліфікувалася | не кваліфікувалася | не кваліфікувалася | не кваліфікувалася | не кваліфікувалася |
| СР Югославія         | 2000   | не кваліфікувалася | не кваліфікувалася | не кваліфікувалася | не кваліфікувалася | не кваліфікувалася | не кваліфікувалася | не кваліфікувалася |
| СР Югославія         | 2001   | не кваліфікувалася | не кваліфікувалася | не кваліфікувалася | не кваліфікувалася | не кваліфікувалася | не кваліфікувалася | не кваліфікувалася |
| СР Югославія         | 2002   | чвертьфінали       | 4                  | 2                  | 0                  | 2                  | 10                 | 10                 |
| Сербія та Чорногорія | 2003   | не кваліфікувалася | не кваліфікувалася | не кваліфікувалася | не кваліфікувалася | не кваліфікувалася | не кваліфікувалася | не кваліфікувалася |
| Сербія та Чорногорія | 2004   | не кваліфікувалася | не кваліфікувалася | не кваліфікувалася | не кваліфікувалася | не кваліфікувалася | не кваліфікувалася | не кваліфікувалася |
| Сербія та Чорногорія | 2005   | не кваліфікувалася | не кваліфікувалася | не кваліфікувалася | не кваліфікувалася | не кваліфікувалася | не кваліфікувалася | не кваліфікувалася |
| Сербія та Чорногорія | 2006   | груповий етап      | 3                  | 0                  | 1                  | 2                  | 2                  | 7                  |
| Усього               | Усього | 2/14               | 7                  | 2                  | 1                  | 4                  | 12                 | 17                 |